# Обобщённая формула Гаусса — Бонне
Обобщенная формула Гаусса — Бонне — интегральная формула, выражающая эйлерову характеристику замкнутого чётномерного риманова многообразия через его кривизну. 
Это прямое обобщение формулы Гаусса — Бонне на высшие размерности.

## История
Обобщённая формула Гаусса — Бонне была доказана независимо и почти одновременно Вейлем и Аллендорфером для замкнутых римановых многообразий, допускающих изометричные вложения в евклидово пространство.
(Идея доказательства состояла в подсчёте степени Гауссова отображения гиперповерхности образованной границей малой трубчатой окрестности данного подмногообразия.)
На этот момент не было известно все ли многообразия допускают такие вложения — теорема Нэша о регулярных вложениях была доказана только в 1956 году.
В 1945 году, Черн обобщил формулу на случай всех римановых многообразий.

## Формулировка
Пусть {\displaystyle M} — компактное ориентируемое 2n-мерное риманово многообразие без края,
и {\displaystyle \Omega } — его форма кривизны.
Заметим, что форма {\displaystyle \Omega } может рассматриваться как кососимметричная матрица, чьи компоненты являются 2-формами на {\displaystyle M}.
В частности,  {\displaystyle \Omega } — это матрица над коммутативным кольцом
{\displaystyle \bigwedge \nolimits ^{\text{чёт}}T^{*}M.}
Поэтому можно посчитать её пфаффиан {\displaystyle \operatorname {Pf} (\Omega )}, который является 2n-формой.
Обобщенная формула Гаусса — Бонне может быть записана как
{\displaystyle \int \limits _{M}\operatorname {Pf} (\Omega )=(2\pi )^{n}\chi (M)},
где {\displaystyle \chi (M)} обозначает эйлерову характеристику {\displaystyle M}.

## Примеры
- В размерности 2 формула превращается в обычную формулу Гаусса — Бонне
- В размерности четыре формулу можно переписать следующим удобным способом:
{\displaystyle \chi (M)={\frac {1}{32\pi ^{2}}}\int \limits _{M}\left(|\mathrm {Rm} |^{2}-4|\mathrm {Rc} |^{2}+\mathrm {R} ^{2}\right)d\mu },

где {\displaystyle \mathrm {Rm} } — это полный тензор кривизны, {\displaystyle \mathrm {Rc} } — тензор Риччи, и {\displaystyle \mathrm {R} } — скалярная кривизна.